# Elba Canta Luiz
Elba Canta Luiz é o 22º álbum da cantora brasileira Elba Ramalho, lançado em 2002.
Com produção de Elba e do sanfoneiro Dominguinhos, o álbum é um tributo ao cantor Luiz Gonzaga, o "Rei do Baião", contando com várias composições de Gonzagão em parceria com autores como Zé Dantas, João Silva e Miguel Lima. Além de Dominguinhos, também participam como convidados especiais o cantor Zeca Pagodinho e os músicos Fubá de Taperoá e Dió de Araújo.

## Faixas
1. Danado de Bom (Luiz Gonzaga, João Silva)
2. A Sorte é Cega (Luiz Guimarães)
3. Quer Ir Mais Eu (Luiz Gonzaga, Miguel Lima)
4. O Xote das Meninas (Luiz Gonzaga, Zé Dantas)
5. O Xamego da Guiomar (participação especial: Zeca Pagodinho) (Luiz Gonzaga, Miguel Lima)
6. Vem Morena (Luiz Gonzaga, Zé Dantas)
7. Orélia (Humberto Teixeira)
8. Sorriso Cativante (Dominguinhos, Anastácia)
9. Aquilo Bom (Garotas do Leblon) (Luiz Gonzaga, Severino Ramos) / Facilita (Luiz Ramalho) / O Cheiro da Carolina (Amorim Roxo, Zé Gonzaga)
10. Xamego (Luiz Gonzaga, Miguel Lima)
11. Numa Sala de Reboco (Luiz Gonzaga, José Marcolino)
12. Calango da Lacraia (participação especial: Fubá de Taperoá e Dió de Araújo) (Luiz Gonzaga, Jeová Portela) / Nega Zefa (Noel Silva, Severino Ramos) / Coco Xeêm (Jacy Santos, Severino Ramos)
13. Canta Luiz (Dominguinhos, Poeta Oliveira)

## Músicos participantes
- Dominguinhos: arranjos e acordeom (exceto faixas 3 e 5)
- Toninho Ferraguti: acordeom nas faixas 3 e 5
- Arismar do Espírito Santo: baixo (exceto faixas 3 e 5)
- Heber Calura (Jacaré): baixo na faixa 3
- Maurício "Hulk": baixo na faixa 5
- Marcos Arcanjo: guitarra, violão, viola e cavaquinho
- Camilo Mariano: bateria
- Luiz Antônio Porto: teclados
- Dirceu Leite: clarinete na faixa 5
- Milton Guedes: saxofone, flauta e vocais na faixa 3
- Paulinho "He-Man": percussão, efeitos e vocais de apoio
- Fubá de Taperoá: triângulo e pandeiro
- Dió de Araújo: zabumba
- Paulão: violão de 7 cordas na faixa 5
- Paulinho Soares: cavaquinho na faixa 5
- Arlindo Cruz: bandolim na faixa 5
- Jussara Lourenço, Jurema Lourenço e Elba Ramalho: vocais de apoio

## Créditos
- Produzido por Elba Ramalho e Dominguinhos
- Direção artística: Jorge Davidson
- Produção executiva: Gaetano Lops
- Assistente de produção: Ednovalda Ramalho ("Vavá")
- Gravado no estúdio Pedra da Gávea, Rio de Janeiro, RJ, entre Dezembro de 2001 e Janeiro de 2002
- Mixado no estúdio D'Brou, Rio de Janeiro, RJ, entre Dezembro de 2001 e Janeiro de 2002
- Engenheiro de gravação e mixagem: Renato Muñoz
- Masterizado no Magic Master, Rio de Janeiro, RJ, por Ricardo Garcia